# Amt Grabow
La comunità amministrativa di Grabow (Amt Grabow) si trova nel circondario di Ludwigslust-Parchim nel Meclemburgo-Pomerania Anteriore, in Germania.

## Suddivisione
Comprende 13 comuni (abitanti il 31 dicembre 2022):
1. Balow (308)
2. Brunow (309)
3. Dambeck (286)
4. Eldena (1 134)
5. Gorlosen (462)
6. Grabow, Città * (5 615)
7. Karstädt (584)
8. Kremmin (243)
9. Milow (371)
10. Möllenbeck (180)
11. Muchow (271)
12. Prislich (697)
13. Zierzow (381)

Il capoluogo è Grabow.